# Rue des Récollets (Paris)
Pour les articles homonymes, voir Rue des Récollets.
La rue des Récollets est une voie du 10e arrondissement de Paris, en France.

## Situation et accès

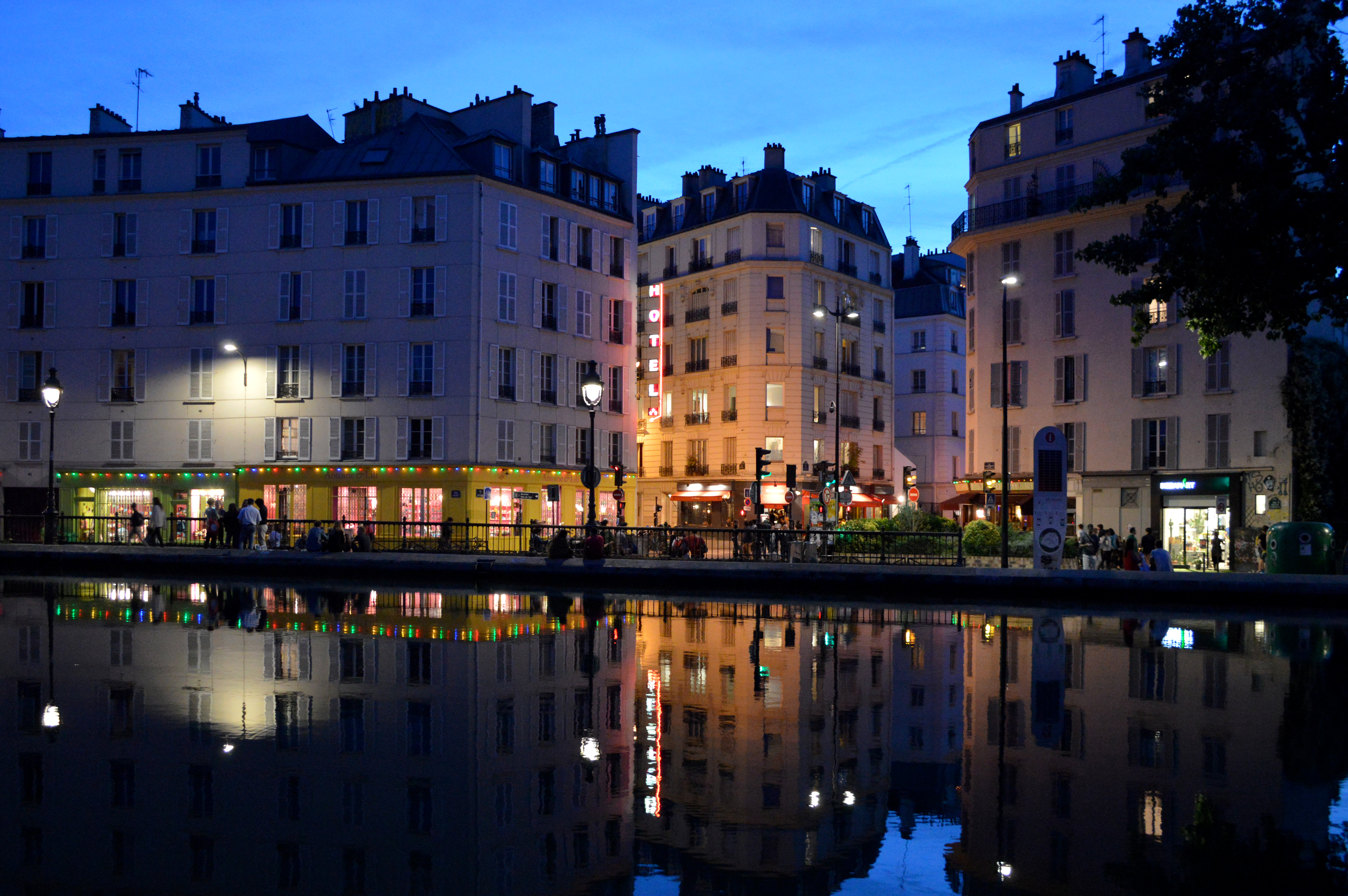
Début de la rue au quai de Valmy.

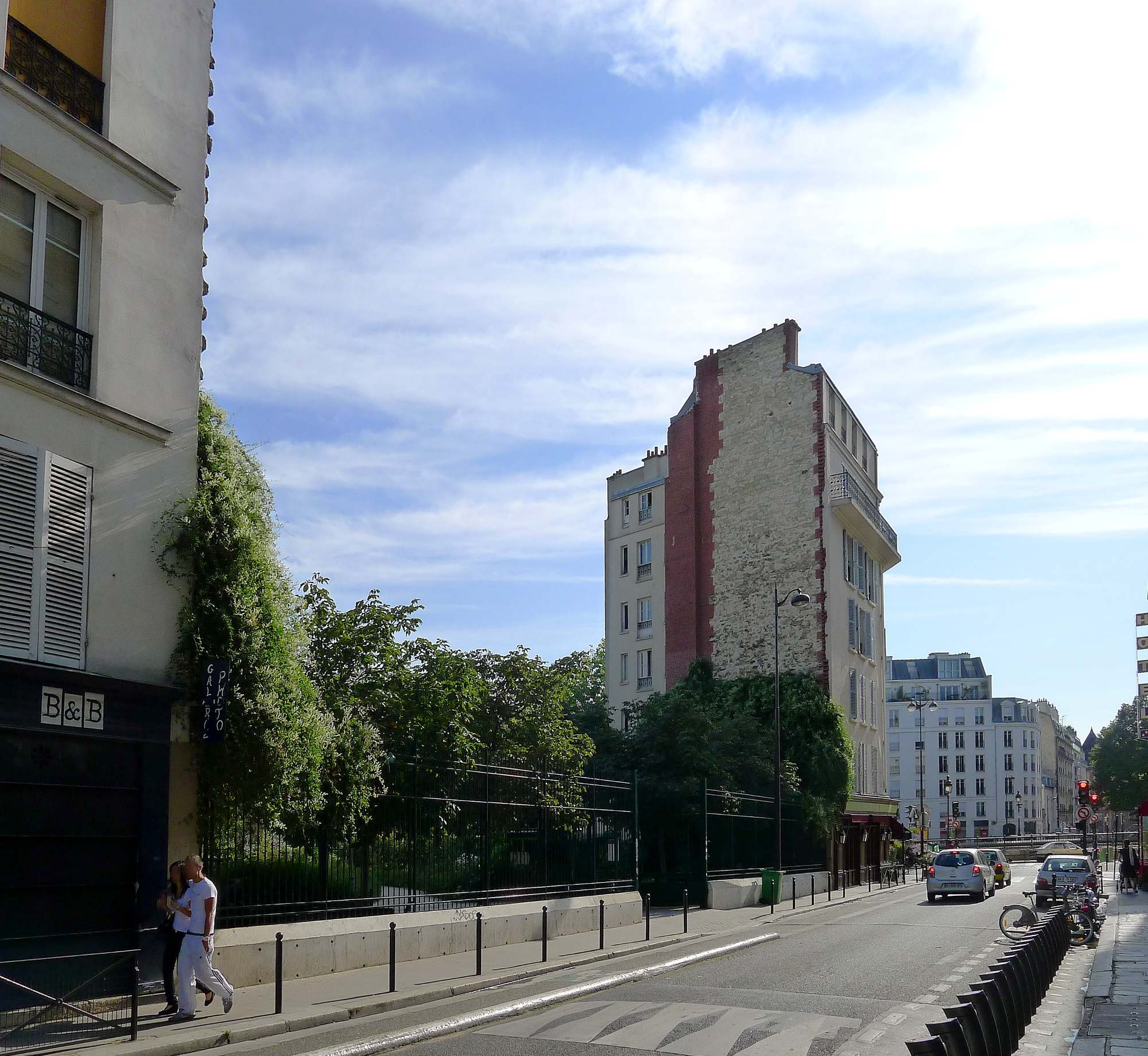
Jardin Villemin vu de la rue des Récollets.

La rue des Récollets est une voie publique située dans le 10e arrondissement de Paris. Elle débute au 49, rue Lucien-Sampaix, à proximité du quai de Valmy et de la passerelle Michèle-Morgan, et se termine au 144, rue du Faubourg-Saint-Martin. Elle longe le jardin Villemin par le sud et elle est dans le prolongement de la rue Bichat et de la rue Saint-Laurent.

## Origine du nom
Le nom de la voie est dû au couvent des Récollets qui fut fondé en 1604 dans cette rue.

## Historique
Le gibet de Montigny est érigé en 1328 sur le site de l'actuelle rue des Récollets.
Cette rue date de l'établissement du couvent des religieux Franciscains, dits Récollets fondé en 1604, qui était situé au coin de cette rue et de la rue du Faubourg-Saint-Martin. Elle est tracée sur le plan de 1672 de Jouvin de Rochefort.
En 1851, la partie de la rue située entre la rue de la Grange-aux-Belles et le quai de Jemmapes et qui était comprise dans la rue des Récollets est rattachée à la rue Bichat en raison de la construction du canal Saint-Martin qui coupait cette voie en deux.
Le 30 août 1914, lors du premier raid aérien, dès le début de la première Guerre mondiale, les nos 5 et 7 rue des Récollets sont atteints, par une bombe lâchée par un avion Taube allemand.
Le 23 mars 1918, durant la première Guerre mondiale, un obus lancé par la Grosse Bertha explose dans l'hôpital Villemin situé rue des Récollets.

## Bâtiments remarquables et lieux de mémoire
Dans cette rue se trouvait en 1870 le dépôt de vente en gros de la Faïencerie de Charolles.